# المخدوعون (فلم)
المخدوعون (1972) فيلم سوري من إنتاج المؤسسة العامة للسينما وإخراج توفيق صالح عن رواية غسان كنفاني «رجال في الشمس» (1963)، وبطولة عبد الرحمن آل رشي، بسام لطفي وثناء دبسي.
يحتل هذا الفيلم المركز العاشر في قائمة أهم مئة فيلم عربي حسب استفتاء قام به مهرجان دبي السينمائي الدولي في 2013 . ويعد واحدًا من الأعمال التي تقترب من رؤية كنفاني للقضية الفلسطينية، والعربية، للحياة، والفن، فيما يشكل الفيلم على الجانب الآخر، رائعة من روائع المخرج الكبير توفيق صالح، الذي يعد مدرسة إخراجية وحده في تاريخ السينما العربية.
فيلم المخدوعون يتناول تبعات نكبة 1948 عن طريق ثلاثة شخصيات فلسطينية من أجيال مختلفة وظروف مختلفة لا يجمع بينهم شيئاً سوى محاولتهم الوصول إلى الكويت للبحث عن فرصة حياة أفضل.
توفيق صالح ينجح في نقل الإخراج إلى سوريا بعد سعي متتالي لإنتاجها قبل ذلك في مصر وهي محاولات انتهت جميعها بالفشل. استقبل فيلم المخدوعون بشكل ايجابي من قبل النقاد. تم إدخاله في مهرجان موسكو السينمائي الدولي الثامن، حيث تم ترشيحه للجائزة الذهبية، وفي أيام قرطاج السينمائية عام 1972 حيث فاز بجائزة التانيت الذهبي.

## الملخص
بينما يتقدم الرجال الثلاثة المهاجرون إلى الكويت في رحلتهم، يتم سرد قصتهم من خلال لقطات استرجاعية. كان الفلاح الفلسطيني المسنّ أبو قيس يعيش حياة عائلية بسيطة مفعمة باللطف والبراءة في مدينة يافا قبل النكبة واجتياح الأجانب لوطنه ونزوحه إلى المخيم. ومع وصول رجال القرية الذين جربوا العمل في الكويت، ووصفهم للامتيازات التي يحصلون عليها هناك، بدأ أبو قيس يفكر في الهجرة مثلهم، رغم تردده في قرارة نفسه، لأنه لا يعرف أي حرفة أخرى غير الزراعة.
تعرض الشاب الفلسطيني أسعد لأول شكل من أشكال الخداع على يد سائق شاحنة يدعي أنه صديق قديم لوالده، ويعده بنقله إلى بغداد مقابل مبلغ من المال بالكاد يتمكن الشاب من الحصول عليه. وقبل الحدود الفاصلة بين الأردن والعراق يطلب منه السائق السير مسافة قصيرة في الصحراء خوفاً من اكتشاف شرطة الحدود لسرهم، لكنه لا يلتقيه بعد الحدود. وبالصدفة يركب الشاب سيارة يقودها أجانب، ويأخذونه إلى بغداد. يقرر الصبي مروان العمل في الكويت لأن شقيقه الأكبر الذي وصل إلى هناك توقف عن مساعدة والدته بعد زواجه، وقرر والده تطليقها والزواج من أخرى طمعاً في مالها.
تجد هذه الشخصيات الثلاثة نفسها في مدينة البصرة العراقية على شط العرب، ويلتقي كل منهم بأبي الخيزران سائق شاحنة صهريج فلسطيني يعرض تهريبهم إلى الكويت، فيقررون الوثوق به. المهرب نفسه فقد رجولته نتيجة انفجار لغم تحت قدميه، أثناء مشاركته في النضال الفلسطيني ضد المحتل، فبعد أن كان يعمل في وظيفة شريفة سابقاً، يحاول الآن جني المال السريع من خلال تهريب البشر.
قبل نقطة التفتيش الحدودية العراقية، يطلب السائق من الركاب الثلاثة الاختباء داخل خزان المياه الفارغ لبضع دقائق، بينما يقوم بمراجعة الأوراق. تنجح الخطة رغم أنهم بالكاد يخرجون منها أحياء، بسبب الحرارة الشديدة ونقص الهواء داخل الخزان.
ولكن عند نقطة التفتيش الحدودية الكويتية، يسخر الموظفون من السائق ويستغرقون وقتًا أطول من المتوقع لتوقيع الأوراق. لا يسمعون الضربات التي يطلقها الثلاثة السريون على جدار الخزان لطلب المساعدة. بعد أن تمكن السائق أخيرًا من ترك الحدود خلفه، وجد الركاب الثلاثة موتى داخل الخزان. ثم ترك جثثهم على جانب طريق صحراوي مهجور.

## طاقم العمل
تمثيل
- عبد الرحمن آل رشي (المهرب أبو الخيزران)،
- صالح خلقي (الصبي مروان)،
- بسام لطفي (الشاب أسعد)،
- محمد خير حلواني (الفلاح المسنّ أبو قيس)،
- ثناء دبسي (أم قيس)
- علي الرواس

إخراج
- توفيق صالح

تصوير
- بهجت حيدر

## وصلات خارجية
- المخدوعون على موقع IMDb (الإنجليزية)
- المخدوعون على موقع ألو سيني (الفرنسية)
- المخدوعون على موقع Turner Classic Movies (الإنجليزية)
- المخدوعون على موقع أول موفي (الإنجليزية)
- المخدوعون على موقع فيلمافينيتي (الإسبانية)
- المخدوعون على موقع قاعدة بيانات الأفلام السويدية (السويدية)
- المخدوعون على موقع قاعدة بيانات الفيلم (الإنجليزية)
- المخدوعون على موقع ليتربوكسد (الإنجليزية)
- المخدوعون على موقع كينوبويسك (الروسية)
- المخدوعون على يوتيوبعلى يوتيوب